# Kobylanka, Tỉnh West Pomeranian
Kobylanka [kɔbɨˈlanka] (tiếng Đức: Kublank) là một ngôi làng ở hạt Stargard, West Pomeranian Voivodeship, ở phía tây bắc Ba Lan. Đó là chỗ ngồi của gmina (khu hành chính) được gọi là Gmina Kobylanka. Nó nằm khoảng 11 kilômét (7 mi) phía tây Stargard và 21 km (13 mi) về phía đông của thủ đô khu vực Szczecin.
Trước năm 1945, khu vực này là một phần của Đức. Đối với lịch sử của khu vực, xem Lịch sử của Pomerania.
Làng có dân số 1.513 người.